# Rittergut Unternessa
Das Rittergut Unternessa ist ein Baudenkmal im Ortsteil Unternessa der Stadt Teuchern im Burgenlandkreis in Sachsen-Anhalt. Er steht unter der Nummer 094 97704 auf der Liste der Kulturdenkmale in Teuchern.

## Geographische Lage
Das Rittergut Unternessa befindet sich in zentraler Lage in der Dorfstraße 1 in Unternessa.

## Geschichte
Der Komplex des Rittergutes Unternessa entstand aus einem kleinen Rittergut und einem Vorwerk, das ursprünglich zum Rittergut in der Stadt Teuchern und dann zum Rittergut Wernsdorf gehörte. Beide Lehngüter hatte bis 1670/72 verschiedene Besitzer und wurden unter der Adelsfamilie von Beringen in einer Hand vereint und blieben danach als Rittergutskomplex vereint.
Zu den frühen nachweisbaren Eigentümern des Rittergutes Unternessa zählt Fabian von Schmertzing aus dem gleichnamigen sächsischen Adelsgeschlecht. Dieser verkaufte das Gut im Jahre 1575 an Davidt von Wahren. Im Besitz der Adelsfamilie von Wahren blieb das Rittergut bis 1596, als es in den Besitzer der Rotha gelangte, die es 1672 an einen Vertreter des Adelsgeschlechts von Behringen verkauften.
Das Vorwerk Unternesse hingegen gehörte zum Bünau'schen Rittergut in Teuchern, war dann kurzzeitig im Besitz der Familie von Kreitzen oder Creutzen und wurde 1598 von denen von Berlepsch erworben, die er 1617 an die von Zscheplitz verkauften. Ab 1631 war das Vorwerk Unternessa an das Rittergut derer von Neitschütz auf dem benachbarten Wernsdorf gebunden, bis es der polnische Adlige von Patzkowsky erwarb. Von 1664 bis 1670 war das Vorwerk im Eigentum der Familie Becker, und 1670 kauften es die von Behringen.
Weitere Besitzer des nunmehr mit dem Vorwerk vereinigten Rittergutes Unternessa waren die Marschälle auf Altengottern und die Familien Lysthenius, Langen von Langenthal und Stromer. 1685 kaufte das Rittergut die Familie Hanfmuß, die es bis 1718 in Besitz hatte. Im 18. und 19. Jahrhundert häuften sich die Besitzerwechsel. Zu den prominentesten Eigentümern zählten Vertreter des Adelsgeschlechts von Helldorff und Freiherr von Seckendorff.
Wie alle Rittergüter mit einem Grundbesitz von über 100 Hektar wurde auch das Rittergut Unternessa durch die Beschlüsse der Bodenreform in der Sowjetischen Besatzungszone im September 1945 enteignet.

## Sage von der Weißen Frau
Noch heute erzählt man sich in Nessa die Sage von der Weißen Frau, die 1841 auf das Rittergut gezogen sei.